# Lycoriella brevicubitalis
Lycoriella brevicubitalis är en tvåvingeart som först beskrevs av Franz Lengersdorf 1926.  Lycoriella brevicubitalis ingår i släktet Lycoriella och familjen sorgmyggor.
Artens utbredningsområde är Norge. Inga underarter finns listade i Catalogue of Life.